# 境水道
境水道（さかいすいどう）は、中海と日本海（美保湾）との中間に位置し、島根県松江市の島根半島と、鳥取県境港市の弓ヶ浜半島との間に存在する海峡状の水域。一級水系斐伊川本流の一部である。全長約8km。

## 地理
鳥取県と島根県の県境に位置し、北側が島根県で、南側が鳥取県となっている。
境水道は全区間が重要港湾である境港（さかいこう）の港湾区域と重複する。
中海を海と定義した場合、境水道は海峡となる。しかし、中海は過去に淡水化事業が行われ汽水湖となっており、一級河川斐伊川本流の一部と位置付けられている。従って、境水道は海峡ではなく河川である。また、斐伊川の河口は宍道湖へと流れ込む地点ではなく、境水道から日本海へと流れ込む地点である。便宜的に河川整備計画等では宍道湖合流点より上流側の区間を斐伊川本川と称し、斐伊川が宍道湖に流れ込む地点は斐伊川本川河口部と称して区別している。
斐伊川は水防警報河川であり、境水道は水位周知河川に指定され避難判断水位の情報提供などが行われる。
斐伊川本川下流部から境水道まではほぼ水位差がなく境水道を通して斐伊川本川下流部まで潮位の影響を受けている。2002年9月、2003年9月、2004年8月、2004年9月に高潮等による浸水被害を生じた。そのため、治水計画として、尾原ダムや志津見ダムの建設、 斐伊川本川から神戸川に分流する斐伊川放水路の整備、大橋川の改修と宍道湖や中海湖岸堤の整備が実施されている。
夏季にはペーロンによる境港ボートレース大会が開催される。

境港（境水道）周辺の空中写真。画像左下（南西方向）に中海があり、右（東側）は日本海である。2009年6月26日撮影の25枚を合成作成。
。

## 交通
両県の間には境水道大橋（国道431号）が架かっている。公共交通機関として松江市美保関コミュニティバスが運行されている。2007年3月までは境水道渡船も運航されていた。